# Lunule de Schulenburg
La lunule d’or de Schulenburg est un bijou préhistorique découvert au mois d'avril 1911 par le fils d'un agriculteur, Alten, qui, employé au défrichement d'un bois de la parcelle 8 du faubourg de Schulenburg, à Pattensen, dans le Hanovre, dessouchait un érable. L'objet était piégé entre les racines de l'arbre, à 30 cm de profondeur. Il a été racheté par le Musée Provincial de Hanovre.

## Étymologie
La lunule, par son éclat et sa géométrie falciforme, est une représentation du croissant de lune : son nom vient du mot latin lunula.

## Historique
Au début du mois d'avril 1911, des forestiers étaient en train de défricher un bois de la parcelle n°8 de Schulenburg pour étendre les terres cultivables de la région lorsque le fils d'un agriculteur, Alten jun. de Schulenburg, en éclaircissant à la hachette les mottes de terre après la chute d'un gros érable trouva, pris dans les racines à 30 cm de profondeur, un objet métallique qu'il ne put détacher par ses coups. Pour dégager l'objet, il frappa la masse de racine avec le manche de son outil, et enleva ainsi la plus grosse partie de terre. Le jeune homme supposa qu'il s'agissait de la poignée d'un seau rouillé : jetant les mottes de terre de côté, il empaqueta le lacis de racine pour s'en servir de bois de chauffe à la ferme familiale.
Il plut beaucoup au cours des jours suivants, et la lunule d’or émergea de sa gangue de terre. Un bûcheron, regagnant son poste après la pluie, vit de l'or briller au soleil. Il s'empara de l'objet et le montra au propriétaire du bois, lequel le fit expertiser plus tard par un orfèvre de Hanovre. L'artisan certifia la valeur et l'antiquité du bijou, et recommanda à l'exploitant de consulter le Musée Provincial. Les autorités du musée décidèrent d'acquérir cette pièce ; elles n'entreprirent toutefois aucune recherche complémentaire sur le site : c'est pourquoi on ignore, encore aujourd'hui, si l'objet se trouvait dans une sépulture, ou si c'était une offrande.
L'original est toujours exposé depuis au Musée régional de Basse-Saxe mais une réplique est exposée au Museum auf dem Burghof de Springe.

## Caractéristiques
Cette lunule d’or mesure 17,1 × 17,6 cm et pèse 117,7 g. Sa teneur en or est de 94 %, le reste est à 6 % un alliage d'argent, de cuivre et de fer. Les traces superficielles d'outil montrent qu'elle a été forgée par martelage soigné d'une mince feuille d'or de 0,5 mm d'épaisseur contre une pépite. Le bord concave de la face antérieure était orné de trois minces rainures, le bord convexe postérieur de deux rainures, exécutées avec une lame et délicatement affinées au poinçon. L'épaisseur de la lunule diminue du milieu vers les extrémités, ce qui lui donne l'aspect d'une faux. Ses extrémités sont tordues à 90° hors du plan général et se terminent par des rectangles. Les plis et déformations viennent des efforts pour dégager le bijou de l’entrelacs de racines dans lequel il était piégé.

## Portée archéologique
Cet objet précieux est l'une des rares lunules d'or trouvées en Europe continentale. Sa fabrication remonte à l'âge du Bronze ancien et elle a été très vraisemblablement rapportée d'Irlande. Le fait qu'on l'ait découverte non loin d'Adensen témoigne de l'activité commerciale ancienne avec les îles Britanniques, où l'on a trouvé la plupart de ces bijoux. C'est pourquoi on estime que la lunule trouvée à Schulenburg provient d'Irlande.
Le plus souvent, les lunules d’or irlandaises servaient de parure en pendentif. La plupart sont en bronze, et elles ont vraisemblablement été forgées par des artisans locaux. On a trouvé plusieurs lunules d'ardoise au Portugal, ce qui porte à croire qu'il s'agissait d'objets cultuels. Si tel est le cas, il y aurait eu à cette époque un culte lunaire commun pratiqué en Europe de l'Ouest, de l'Irlande au Portugal en passant par l'Allemagne.